# Villarrubia de Santiago (kommunhuvudort)
Villarrubia de Santiago är en kommunhuvudort i Spanien.   Den ligger i provinsen Toledo och regionen Kastilien-La Mancha, i den centrala delen av landet, 60 km sydost om huvudstaden Madrid. Villarrubia de Santiago ligger 758 meter över havet och antalet invånare är 2 852.
Terrängen runt Villarrubia de Santiago är platt söderut, men norrut är den kuperad. Runt Villarrubia de Santiago är det glesbefolkat, med 14 invånare per kvadratkilometer. Närmaste större samhälle är Colmenar de Oreja, 13,5 km norr om Villarrubia de Santiago. Trakten runt Villarrubia de Santiago består till största delen av jordbruksmark.